# Skogsmurmeldjur
Skogsmurmeldjur (Marmota monax) är en art i släktet murmeldjur som tillhör ekorrfamiljen.

## Utbredning
Arten finns från centrala Alaska över västra och södra Kanada till nordvästra och östra USA. I sydöstra Kanada går den upp till strax söder om trädgränsen i Labrador. I USA finns den i öster ner till Georgia, Alabama, Louisiana och Arkansas. I nordvästra USA finns den från gränsen till Kanada ner till norra Idaho.
Fossila fynd från mellersta Pleistocen för omkring 300 000 år sedan har gjorts på ett 25-tal platser i Nordamerika.

## Underarter
Catalogue of Life listar 9 underarter:
- Marmota monax monax (Linnaeus, 1758) Förekommer i östra USA utom längst i norr.[2]
- Marmota monax bunkeri Black, 1935 Förekommer i östra Kansas[4]
- Marmota monax canadensis (Erxleben, 1777) Förekommer i centrala delen av Kanada
- Marmota monax ignava (Bangs, 1899) Förekommer i norra Quebec och Labrador[2]
- Marmota monax johnsoni Anderson, 1943 Förekommer i sydöstra Kanada[2]
- Marmota monax ochracea Swarth, 1911 Förekommer i nordvästra Kanada och Alaska[2]
- Marmota monax petrensis A. H. Howell, 1915 Förekommer i västligaste Kanada och nordvästligaste USA[2]
- Marmota monax preblorum A. H. Howell, 1914 Förekommer i östra New England[2]
- Marmota monax rufescens A. H. Howell, 1914 Förekommer i området kring Stora sjöarna[2]

## Beskrivning
Skogsmurmeldjuret är vanligtvis mellan 41 och 68 cm långt inklusive den 10 till 16 cm långa svansen, och väger 2 till 6 kg. Kroppsbyggnaden är kraftig med runda öron. Benen är tjocka och stabila, med kraftiga klor avsedda för grävning; 4 på framfötterna, 5 på bakfötterna. Honan har åtta spenar. Pälsen på ovansidan varierar från gulaktig över gråbrun och rödbrun till kanelfärgad. Fötterna är mörkbruna till svarta medan den borstiga svansen kan vara skärt kanelfärgad, mörkbrun till svart. Huvudet har vita markeringar kring nosen, i övrigt med samma färg som ovansidan. Underarten M. m. bunkeri har dock svart ansikte. Tändernas färg varierar från rent vit till blekt orangegul. Buksidans päls är ullig och blekbrun till gråspräcklig. 
Albinistiska (helvita) och melanistiska (helsvarta) former förekommer.
Ungarnas päls är först svart, sedan gråaktig. Adult utfärgning får de först som årsungar. Könen är lika tecknade, men hanarna är större än honorna.

## Ekologi
Skogsmurmeldjuret är en dagaktiv gnagare med ett i huvudsak solitärt levnadssätt.

### Habitat
Medan de flesta andra murmeldjur lever i höglänt terräng är skogsmurmeldjuret främst en låglandsart. Den förekommer framför allt i ekotoner (gränszoner) mellan skog och gräsmarker, som skogsbryn, åkerrenar, vägar och vattendrag. Den förekommer även på ängar, fruktträdgårdar samt i kuperade eller klippiga områden i glesa skogar i anslutning till öppna fält. Arten undviker träsk och andra fuktiga biotoper.
Djuret räknas till en av de få arter (prärievargen är en annan sådan art) vars population ökade efter européernas ankomst i Nordamerika. Det drog nytta av den omfattande skogsröjningen och uppodlingen. Även om jordbruket till största delen har upphört i de nordöstra delarna av utbredningsområdet (Kanada) trivs arten fortfarande där i den blandning av buskage och gräsmarker som områdena numera täcks av.

### Bosystem

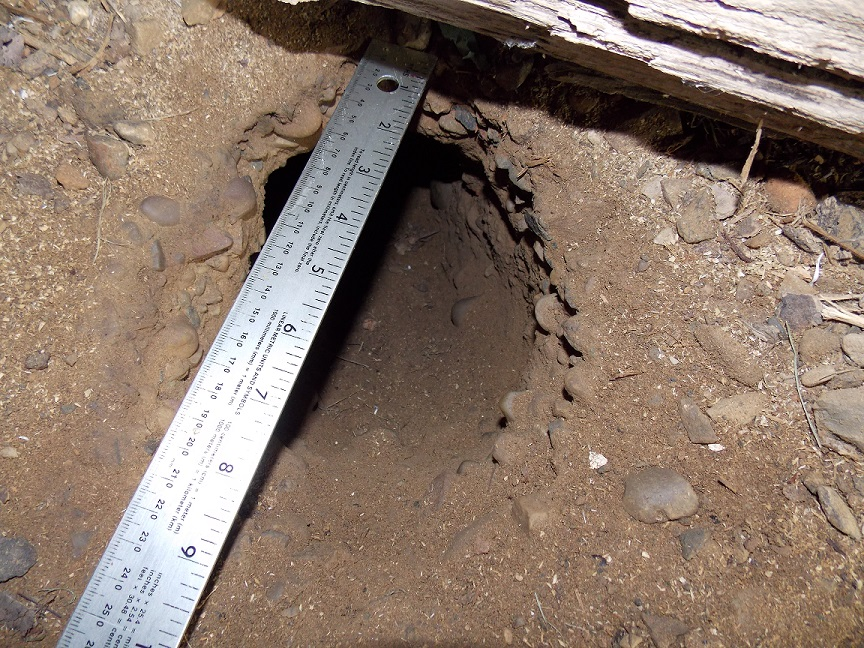
Ingången till ett bo.

Skogsmurmeldjuret bygger underjordiska bon som har många kammare och tunnlar. Ingångarna är normalt 2 till 3, men de kan vara så många som 5. Arten använder boet för att sova, att uppfostra sina ungar och för att hålla vinterdvala. Den kan dock använda olika bon för sommar- respektive vinterboende. Vare sig vinterkammaren är byggd som ett separat bo eller en del av ett större bosystem ligger den djupt ner, på frostfritt djup. Boet är också försett med latriner.
Varma dagar kan murmeldjuren ofta solbada på marken utanför bona eller på en låg gren.

### Föda och predation
Arten äter främst växter, med tonvikt på maskros, klöver och blålusern. Den kan även ta andra växter som ängssyra, ärtväxter, kål, morötter, frukt, gräs, bark, löv, frön, nötter samt viss animalisk föda som insekter och fågelägg.
Födan intas främst i gryning och skymning.
Själv utgör arten föda för många djur, som vargar, prärievargar, rävar, tamhundar, grårävar, rödrävar, svartbjörnar, lodjur, rödlo, ormar, hökartade rovfåglar, ugglor, mårdar och människan. Många dödas även i trafiken. 
Murmeldjurets normala reaktion mot fiender är flykt, antingen upp i träd eller ner i boet. Väl i boet försvarar den sig med djärvhet mot inkräktare.

### Fortplantning
De flesta skogsmurmeldjur blir könsmogna efter den andra övervintringen och bara få individer är könsmogna efter ett år. Parningstiden infaller efter vinterdvalans upphörande, från februari till april beroende på geografisk belägenhet. Arten är polygyn, en hane parar sig med flera honor. Hanarna vaknar tidigare än honorna för att etablera revir och hierarkier. Efter dräktigheten som varar mellan 31 och 32 dagar föder honan mellan 2 och 6, vanligen 4, nakna, blinda, döva och tandlösa ungar. Honan diar sina ungar omkring sex veckor. Vid två månaders ålder är de tillräckligt självständiga för att leta efter egna bon.
I naturen blir arten mellan 4 och 6 år. I fångenskap har den som mest blivit 9 år och 8 månader gammal (en individ i London Zoo som dog 1931).

### Övervintring
Arten sover en äkta vinterdvala, det vill säga den är försatt i ett dvalliknande tillstånd med en kroppstemperatur normalt mellan 7 och 8 ºC, som lägst ner till 2 ºC. Pulsen går ner till mellan 4 och 10 slag per minut, och andningsfrekvensen till ett andetag var 6:e minut. Före vintersömnen äter djuren sig feta. Vintersömnens varaktighet varierar beroende på geografisk utbredning: I delstaten New York inleds den i slutet på september och varar i 4 till 5 månader, medan den i Québec inleds i mitten på oktober och varar i 5 till 6 månader. Som nämnts ovan vaknar hanarna före honorna.

## Skogsmurmeldjur i kulturen
Vid flera ställen i USA och Kanada firas den så kallade Groundhog Day, som i Europa huvudsakligen är känd genom filmen med samma namn (på svenska: Måndag hela veckan).